# European Student Earth Orbiter
European Student Earth Orbiter (ESEO) ist ein Mikrosatellitenprojekt der ESA, welches der Ausbildung von Studenten dient und auch eine Amateurfunknutzlast trägt. ESEO ist eine Mission der Student Space Exploration and Technology Initiative.

## Ziel
Das Bildungsziel ist definiert: Die teilnehmenden Studenten sollen praktische Erfahrungen mit einem realen Weltraumprojekt sammeln können, um sich als qualifiziertes technisches Personal für den europäischen Raumfahrtsektor vorzubereiten. Dies wurde erreicht, indem dem Studenten die Möglichkeit geboten wurde, die Nutzlast (wissenschaftliche Instrumente oder Technologie-Demonstrationsexperimente), wichtige Satellitensubsysteme und das Bodensegment (Bodenstationen und Missionskontrolle) unter der Koordinierung durch die ESA und das italienische Unternehmen SITAEL (Hauptauftragnehmer, verantwortlich für die Satellitenplattform, Systemintegration und -tests) aufzubauen.
Zehn Universitäten aus acht ESA-Mitgliedstaaten (Estland, Deutschland, Ungarn, Italien, Niederlande, Polen, Spanien, Vereinigtes Königreich) sind an dem Projekt beteiligt. Seit Beginn waren mehr als 600 Studenten an dem Projekt beteiligt.
Weiterhin dient die Mission der Evaluierung der Satellitenplattform S-50 der Firma SITAEL. Die Missionsdauer soll sechs Monate betragen, mit der Option die Dauer um 12 weiter Monate zu verlängern.

## Aufbau
Der Satellit trägt folgende experimentelle Nutzlasten:
- Ausbildungs- und Kommunikationssystem (AMSAT-UK)
- Experiment zur Lagebestimmung (Technische Universität Delft)
- Kameraexperiment (Observatorium der Universität Tartu)
- Wiedereintrittsmechanismus (Cranfield University)
- TRITEL Teleskop Dosimeter Ungarische Akademie der Wissenschaften und Technische und Wirtschaftswissenschaftliche Universität Budapest
- Langmuir-Sonde (Technische und Wirtschaftswissenschaftliche Universität Budapest)
- Spannungsversorgungssystem (Technische und Wirtschaftswissenschaftliche Universität Budapest)
- S-Band Kommunikationssystem (10 Mbps @ 2200–2290 MHz) (Universität Breslau)
- GPS-Empfänger und Orbit-Determination (Universität Bologna)

## Mission
Der Satellit wurde am 3. Dezember 2018 um 13:34 UTC mit dem Falcon-9-Flug SSO-A zusammen mit 63 weiteren Kleinsatelliten vom Vandenberg AFB Space Launch Complex 4 in den USA gestartet.
Das Mission Control Center befindet sich in Forlì (Italien).

## Frequenzen
- 437,000 MHz Downlink Telemetrie-Bake 4k8 oder 9k6 GMSK AX.25
- 145,895 MHz 4k8 BPSK (FUNcube-4-Bake)
- 145,985 MHz Downlink FM
- 1.263,500 MHz Uplink (FM CTCSS 67,0 Hz)